# هاماتونبتسو، هوکایدو
هاماتونبتسو، هوکایدو (به لاتین: Hamatonbetsu, Hokkaido) یک منطقهٔ مسکونی در ژاپن است که در Sōya Subprefecture واقع شده‌است. هاماتونبتسو  ۳٬۸۴۱ نفر جمعیت دارد.